# Outono (álbum de Daniela Araújo)
Outono é o segundo extended play da cantora e compositora brasileira Daniela Araújo, lançado em junho de 2017.
O disco traz três canções gravadas para o álbum Doze (2017) em versão ao vivo, registradas em um show ocorrido no final de 2016. A produção musical ficou por conta da própria cantora em parceria com Jorginho Araújo. A canção "Abril" contou com participação do rapper Kivitz e "Maio" contou com a participação da banda Preto no Branco.
| Críticas profissionais | Críticas profissionais |
| Avaliações da crítica  | Avaliações da crítica  |
| Fonte                  | Avaliação              |
| ---------------------- | ---------------------- |
| Super Gospel           | [ 3 ]                  |

## Faixas
| N.º            | Título                         | Compositor(es)                           | Duração |  |
| 1.             | "Abril" (part. Kivitz)         | Daniela Araújo, Jorginho Araújo e Kivitz | 5:08    |  |
| 2.             | "Maio" (part. Preto no Branco) | Daniela Araújo e Jorginho Araújo         | 3:52    |  |
| 3.             | "Junho"                        | Daniela Araújo                           | 4:06    |  |
| Duração total: | Duração total:                 | Duração total:                           | 13:06   |  |